# Młyńska (Michałkowa)
Młyńska (do 1945 roku niem. Mühlbach) – nieoficjalna kolonia wsi Michałkowa w Polsce położona w województwie dolnośląskim, w powiecie wałbrzyskim, w gminie Walim.

## Położenie
Luźno zabudowana niewielka górska osada wiejska w dolinie Młynówki w Górach Sowich, leżąca na wysokości około 410–430 m n.p.m. Przez osadę przechodzi, mało uczęszczana lokalna droga z Lubachowa do Walimia lub na Przełęcz Walimską przez Glinno. Otoczenie osady od strony północno-wschodniej stanowią strome zalesione zbocza Działu Michałkowskiego, a od strony południowo-zachodniej zbocza Wysokiej Lipy.

## Podział administracyjny
Administracyjnie osada podlega pod wieś Michałkowa.

## Historia
Data powstania osady nie jest dokładnie znana. W początkowym okresie rozwijała się bardzo wolno, a w XVI wieku na jakiś czas została opuszczona. Późniejsze dzieje związane były z górnictwem. Ożywienie przyniósł w XVIII wieku rozwój tkactwa chałupniczego. W XIX wieku wieś często była odwiedzana przez wędrowców udających się na Wielką Sowę, w okresie tym dwa młyny wodne na końcach osady, przekształcone zostały w gospody. Znaczenie turystyczne upadło po II Wojnie Światowej. Pod koniec XX wieku nastąpił proces wyludnienia. Obecnie ze względu na położenie i bliskość Jeziora Bystrzyckiego osada przekształca się w letnisko.